# Мюллер, Франц Йозеф
Франц Йозеф Мюллер фон Райхенштайн (нем. Franz Joseph Müller von Reichenstein; 11 июня 1740 года, Германштадт, Трансильвания, или 4 октября 1742 года, Пойсдорф — 12 октября 1825 года, Вена) — австрийский естествоиспытатель, открыватель химического элемента теллура.

## Биография
Франц Йозеф Мюллер сначала изучал философию в Вене. После учёбы в 1763 году перебрался в Шемниц, где поступил в горную академию. Там он изучал минералогию и горное дело. В 1768 году по окончании учёбы стал маркшейдером. В 1778 году обнаружил залежи турмалина в Циллертале. В 1782 году был руководителем трансильванских горных и монетных дворов и открыл почти одновременно с Паулем Китайбелем (1757—1817) химический элемент теллур.
Хотя дата рождения Франца Йозефа Мюллера точно неизвестна, в 1992 году по случаю 250-летия со дня его рождения в Австрии была выпущена почтовая марка. В 2011 году почта Румынии выпустила также юбилейную марку с изображением Мюллера и электронной конфигурацией теллура.